# Forstamt Berlebeck
Das Gebäude des ehemaligen Fürstlichen Forstamts Berlebeck in der Paderborner Straße 132 in Detmold-Berlebeck wurde am 22. Mai 1985 unter der Nummer 128 in die Liste der Baudenkmäler in Detmold eingetragen.
Das Gebäude  ist ein zweigeschossiger verputzter Bruchsteinbau aus dem Jahr 1850 und diente zunächst als Wohn- und Wirtschaftsgebäude auf dem Hof Krugmeier. Seit 1860 befanden sich darin die Verwaltungsräume des fürstlichen Forstamtes Berlebeck und eine Wohnung.
Der Giebel im Norden ist im oberen Bereich in Fachwerk ausgeführt und in der Spitze verbrettert. Am Balken und in der Spitze befinden sich Inschriften. Das Deelentor darunter ist von einem Werksteinrahmen umfasst; im Keilstein findet sich eine Datierung von 1850. Die Sprossenfenster und Eingangstüren der Traufenseiten haben ebenfalls einen Werksteinrahmen und stammen aus der Bauzeit.